# Sand Lake National Wildlife Refuge
Le Sand Lake National Wildlife Refuge est une aire protégée américaine située dans le comté de Brown, au Dakota du Sud. Ce National Wildlife Refuge créé en 1935 est un site Ramsar depuis le 3 août 1998.